# Scaptococcus milleri
Scaptococcus milleri är en insektsart som beskrevs av Mckenzie 1967. Scaptococcus milleri ingår i släktet Scaptococcus och familjen ullsköldlöss. Inga underarter finns listade i Catalogue of Life.